# Gabriela Heinrich

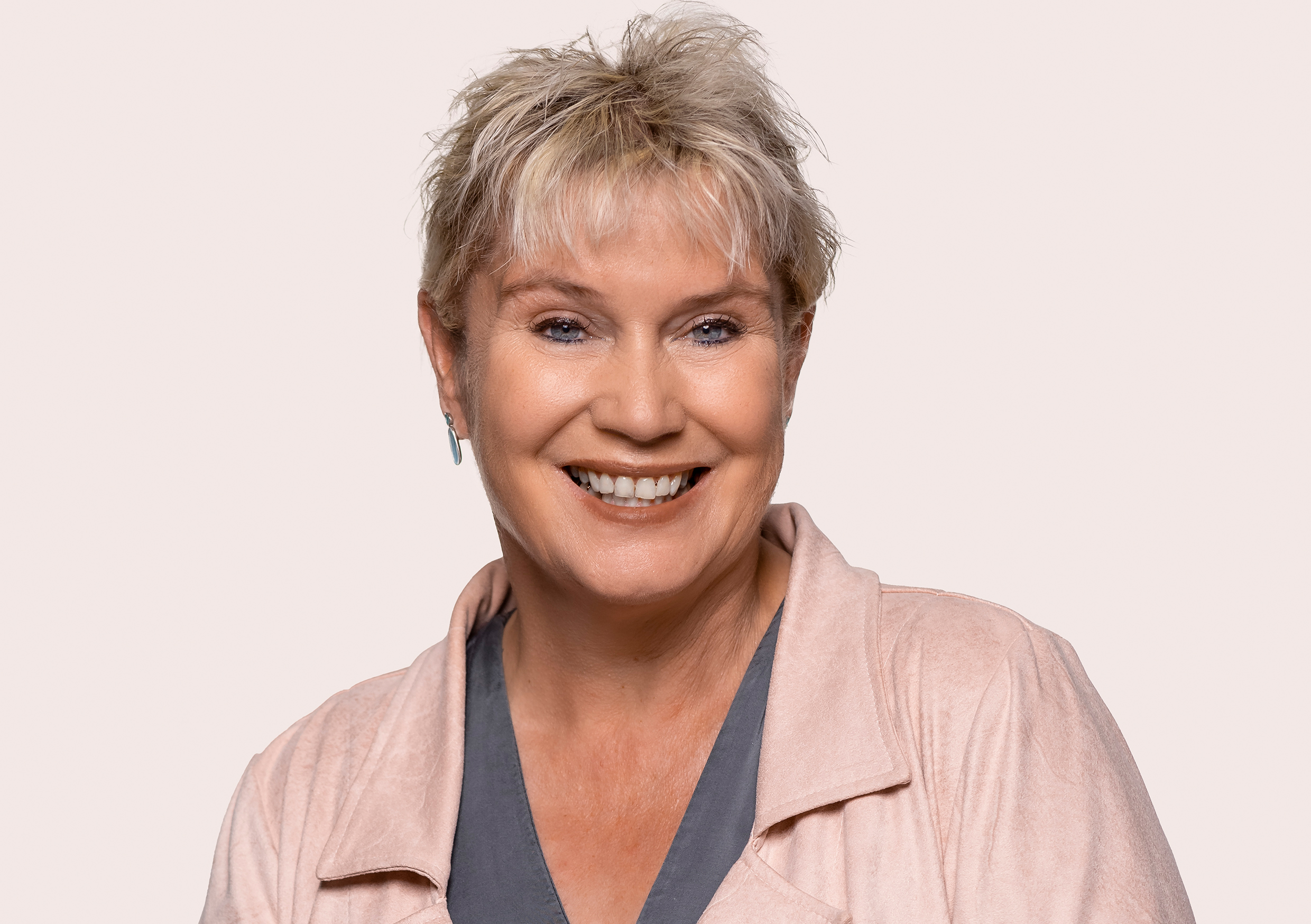
Gabriela Heinrich, 2021

Gabriela Heinrich (* 18. April 1963 in West-Berlin) ist eine deutsche Politikerin (SPD) und Redakteurin. Seit der Bundestagswahl 2013 ist sie Mitglied des deutschen Bundestages dort von September 2019 bis Mai 2025 stellvertretende Fraktionsvorsitzende, zuständig für die Themen Außenpolitik, Entwicklung, Verteidigung und Menschenrechte.

## Leben
An der TU Berlin machte Gabriela Heinrich einen Abschluss als Diplom-Medienberaterin. 1990 zog sie nach Nürnberg. Sie arbeitet als Redakteurin. Heinrich ist Vorsitzende von Pro Familia in Nürnberg. Sie ist Mitglied bei ver.di. Zudem ist sie Mitglied der überparteilichen Europa-Union Deutschland, die sich für ein föderales Europa und den europäischen Einigungsprozess einsetzt.
Gabriela Heinrich ist verheiratet und Mutter eines Kindes.

## Politisches Engagement
1991 trat Heinrich in die SPD ein. Von Mai 2002 bis Oktober 2013 war sie ehrenamtliche Stadträtin in Nürnberg. Bei der Bundestagswahl 2013 kandidierte sie im Bundestagswahlkreis Nürnberg-Nord. Sie konnte zwar das Direktmandat nicht gewinnen, zog aber über die bayrische Landesliste der SPD in den Bundestag ein.
Bei der Bundestagswahl 2017 und der Bundestagswahl 2021 wurde sie erneut über die Landesliste in den Deutschen Bundestag gewählt.
Im 19. Deutschen Bundestag ist Heinrich ordentliches Mitglied im Gemeinsamen Ausschuss. Darüber hinaus gehört sie als Stellvertretendes Mitglied dem Auswärtigen Ausschuss, dem Ausschuss für Menschenrechte und humanitäre Hilfe, dem Verteidigungsausschuss, sowie dem Ausschuss für wirtschaftliche Zusammenarbeit und Entwicklung an. Bis Oktober 2019 gehörte sie dem 1. Untersuchungsausschuss der 19. Wahlperiode des Deutschen Bundestages an.
Seit 2019 ist Gabriela Heinrich Mitglied der Deutsch-Französischen Parlamentarischen Versammlung.
Am 24. September 2019 wurde sie zur stellvertretenden Vorsitzenden der SPD-Bundestagsfraktion mit der Zuständigkeit für Außenpolitik und Menschenrechte gewählt.
Vom 27. November 2015 bis zum 26. Januar 2020 war Heinrich Mitglied der Parlamentarischen Versammlung des Europarates.
Heinrich ist Vorsitzende der deutsch-israelischen Parlamentariergruppe. Ihren ersten Israel-Besuch absolvierte sie erst nach ihrer Wahl zur Vorsitzenden.
Zur Bundestagswahl 2025 trat Heinrich im Bundestagswahlkreis Nürnberg-Nord sowie auf Listenplatz 10 der Landesliste der BayernSPD an. Sie wurde über die Landesliste der Bayern SPD in den 21. Deutschen Bundestag gewählt. Sie ist dort Mitglied im Auswärtigen Ausschuss.